# بئر الخفاجي (الرقة)
بئر الخفاجي قرية سورية تتبع ناحية سلوك في منطقة تل أبيض في محافظة الرقة. بلغ عدد سكانها 142 نسمة في عام 2004 حسب إحصاء المكتب المركزي للإحصاء.